# 奥克萨娜·普希金娜
奥克萨娜·维克托罗芙娜·普希金娜（羅馬化：Oksana Viktorovna Pushkina；1963年5月10日—），俄罗斯政治人物，第七届国家杜马议员。她曾担任家庭、妇女和儿童委员会副主席。她也曾担任记者和电视节目主持人。